# Nargis, Loiret

Nargis este o comună în departamentul Loiret din centrul Franței. În 1 ianuarie 2022 avea o populație de 1.441 de locuitori.